# الغابة الحية
الغابة الحية (بالإسبانية: El bosque animado, sentirás su magia)‏  هو فيلم رسوم متحركة إسباني من عام 2001 ومن إخراج أنخيل دي لا كروز ومانولو غوميز، يستند الفيلم لرواية تحمل نفس الاسم للكاتب الإسباني الشهير بينثيسلاو فيرنانديث فلوريث ومع سيناريو غوميز.
أصدرت شركة بوينا فيستا إنترناشيونال الفيلم في إسبانيا في 3 أغسطس 2001. فاز بجائزة أفضل فيلم رسوم متحركة في حفل توزيع جوائز جويا السادس عشر عام 2001 وجائزة الجمل الأبيض في مهرجان الصحراء السينمائي الدولي عام 2003.

## روابط خارجية
- الغابة الحية في قاعدة بيانات الأفلام على الإنترنت.
- الغابة الحية في روتن توميتوز.